# Gorytes fallax
Gorytes fallax  (лат.) — род песочных ос рода Gorytes из подсемейства Bembicinae (триба Bembicini). Палеарктика: Европа, Россия (Костромская обл., Московская обл., Брянская
обл., Северный Кавказ, Челябинская обл., Алтай, Иркутская обл.), Казахстан.

## Описание
Мелкие осы (около 1 см), чёрные с желтоватыми отметинами. Пигидиальное поле блестящее. Плечевые бугры светлые. Щит среднеспинки без пятен.
Срединное поле промежуточного сегмента морщинистое. Медиальная жилка заднего крыла начинается перед концом субмедиальной ячейки. Ацетабулярный киль короткий. Мезоплевры с омалюсами и стернаулюсами. У самок 1-й членик передней лапки с 2 щетинками на боковой поверхности. 
Гнездятся в земле. Личинок кормят мелкими цикадками (Auchenorrhyncha)
.